# Ronny Yu
Ronny Yu Yan-Tai (en chino: 于 仁 泰) (1950) es un director , productor y escritor de cine chino. Yu nació en Hong Kong y se graduó de la Universidad de Ohio. Ha trabajado en Hong Kong y en películas de Hollywood.

## Filmografía
- Kill First, Ask Later (2009)
- Yakuza (2008)
- Fearless (2006)
- Freddy contra Jason (2003)
- The 51st State (2001)
- Chasing Dragon (1999)
- La Novia de Chucky (1998)
- Warriors of Virtue (1997)
- The Phantom Lover (1995)
- Bai fa mo nu zhuan (The Bride With White Hair) (1993)
- Bai fa mo nu zhuan II (The Bride With White Hair II) (1993)
- Wu Lin sheng dou shi (1992)
- Huo tou fu xing (1992)
- Qian wang 1991 (1991)
- Gwang tin lung foo wooi (1989)
- Meng gui fo tiao qiang (1988)
- Legacy of Rage (1986)
- Si yan zi (1985)
- Ling qi po ren (1984)
- Jui gwai chat hung (1981)
- Xun cheng ma (1981)
- Jiu shi zhe (1980)
- Cheung laap cheing ngoi (1979)